# Parafia Chrystusa Króla w Jeziorach
Parafia Chrystusa Króla w Jeziorach – rzymskokatolicka parafia znajdująca się w Jeziorach, w diecezji grodzieńskiej, w dekanacie Grodno-Wschód, na Białorusi. Parafię prowadzą klaretyni.

## Historia
Parafia erygowana w 1676, jednak już wcześniej w Jeziorach istniała kaplica parafii grodzieńskiej. W 1679 zbudowano drewniany kościół pw. Matki Bożej Różańcowej. Z 1745 pochodzi wzmianka o nowym, drewnianym kościele. Na przełomie XIX i XX w. parafianie zabiegali u władz o zgodę na budowę kościoła murowanego, jednak jej nie otrzymali. W tym czasie parafia liczyła 5300 wiernych i miała 4 kaplice: w Kotrze, Skidlu, Nowej Rudzie (od 1914 samodzielna parafia) i na cmentarzu.
W latach międzywojennych kościół został przebudowany. Parafia Chrystusa Króla i św. Róży NMP w Jeziorach liczyła wówczas ok. 1000 wiernych. Leżała w archidiecezji wileńskiej, w dekanacie Grodno.
W 1944 kościół spalili Niemcy. Proboszcz ks. Bolesław Gawrychowski z parafianami urządzili tymczasową kaplicę w jednym z domów. Od 1946 parafia pozostawała bez stałego kapłana. W 1962 komuniści zamknęli kaplicę.
Parafia odrodziła się w 1991, gdy do Jezior zaczął dojeżdżać kapłan z Przewałki. W 1992 postawiono tymczasową kaplicę. W latach 1994–1997 na miejscu dawnej świątyni zbudowano kościół, który 23 listopada 1997 konsekrował biskup grodzieński Aleksander Kaszkiewicz.

## Bibliografia

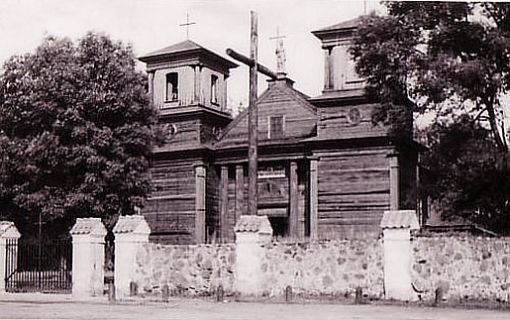
Kościół spalony w 1944